# Perachora
Perachora (griechisch Περαχώρα (f. sg.)) ist ein Dorf im Stadtbezirk Loutraki-Perachora der griechischen Gemeinde Loutraki-Perachora-Agii Theodori
Es liegt im Gerania-Gebirge am Golf von Korinth auf dem griechischen Festland in ca. 15 km Distanz (Luftlinie) nordwestlich von Korinth und hatte 2011 1.141 Einwohner.

## Heraion

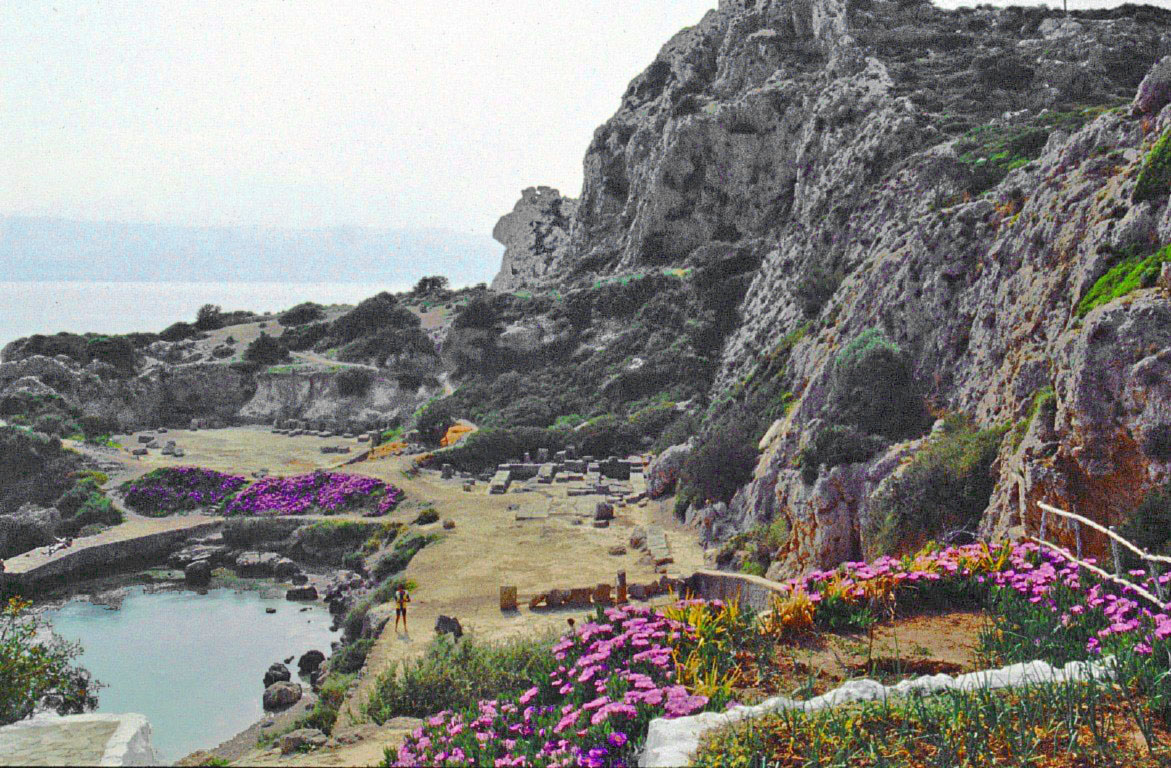
Das Heraion von Perachora

Das Heiligtum der Hera Akraia (‚Hera auf dem Vorgebirge‘)  rund neun Kilometer westlich von Perachora unweit von Kap Melangavi war ein bedeutendes Hera-Heiligtum im antiken Griechenland.
Das Heiligtum, von dem aus man die Zufahrt nach Korinth gut überblicken kann, kam etwa 750 v. Chr. unter den Einfluss der Korinther. Ein wichtiger Fund aus der Frühzeit ist ein ca. 35 cm langes Tonmodell eines Hauses. Während der Blütezeit im 7. und 6. Jahrhundert v. Chr. kamen die meisten Besucher aus dieser Stadt. Im 4. Jahrhundert v. Chr. gab es einige Neubauten. In hellenistischer Zeit verlor es an Bedeutung und wurde im Zusammenhang mit der Zerstörung Korinths durch die Römer 146 v. Chr. zerstört.
Von einem Apsidentempel am Hafen aus dem 8. Jahrhundert v. Chr. sind noch Spuren sichtbar. Etwa 525 v. Chr. wurde ein größerer Tempel mit dorischer Fassade errichtet. Treppenstufen beim Altar sollten wohl den Teilnehmern am Opferritual bessere Sicht ermöglichen. Gut sichtbar sind noch die Überreste von zwei Stoai aus dem späten 4. Jahrhundert v. Chr.
Auf der oberen Ebene befand sich eine eindrucksvolle Zisterne (etwa 525 v. Chr.) mit verputzten Wänden. Auffällig ist ein Raum, in dem (wie aus den Sockeln von Liegebänken und Resten eines Herds zu erschließen ist) Symposien abgehalten wurden.